# Traveling Wilburys Vol. 1
Traveling Wilburys Vol. 1 je debitantski studijski album superskupine Traveling Wilburys, ki je bil posnet in izdan leta 1988. Album je bil komercialno in kritično uspešen.

## Ozadje
V začetku aprila 1988 je bil George Harrison v Los Angelesu, kjer je želel posneti b-stran singla. Istočasno je bil v Los Angelesu Jeff Lynne, ki je komponiral in produciral skladbe za Orbisonov album Mystery Girl, kot tudi za Pettyjev debitantski solo album, Full Moon Fever. Med skupno večerjo Harrisona, Lynneja in Orbisona, je Harrison razkril, da želi posneti skladbo in prosil Lynneja za pomoč, Orbison pa mu je prav tako ponudil pomoč. V potrebi po najemu studia, je Harrison poklical Boba Dylana, ki je imel domač studio. Dylan je skupini prepustil studio in vprašal, če se jim lahko pridruži. Po večerji se je Harrison ustavil pri Pettyjevi hiši, kjer je pustil svojo kitaro, hkrati pa je na snemanje povabil še Pettyja. Zbrani v Dylanovem studiu, so naslednjega dne napisali in v petih urah posneli skladbo »Handle With Care«, pri kateri so si vsi delili vokale.
Skladba je bila, po splošnem prepričanju, predobra za b-stran, zato se je Harrison odločil ustanoviti skupino, s katero je posnel še devet skladb za album. Skupina se je ponovno srečala maja v domačem studiu Dave Stewarta v Los Angelesu, kjer so posneli še ostale skladbe. Album je bil zmiksan v Harrisonovem domačem studiu FPSHOT.
Za šalo so člani skupine uporabljali psevdonime in se pretvarjali, da so polbratje - sinovi izmišljenega Charlesa Truscotta Wilburyja, Sr. Člani skupine so bili tako znani kot Nelson (Harrison), Otis (Lynne), Lucky (Dylan), Lefty (Orbison) in Charlie T. Jr. (Petty) Wilbury z bobnarjem Jimom Keltnerjem sitting kot Busterjem Sideburyjem. Njihova prava imena se na albumu ne pojavljajo.

## Tekstopisci
- Harrison (Umlaut Corporation) je kot tekstopisec naveden pri skladbah »Handle with Care«, »Heading for the Light«, »End of the Line« in bonus skladbi »Maxine«. V intervjuju ob Koncertu v spomin Harrisonu, je Petty dejal, da je besedilo skladbe »Handle With Care« rezultat besedne igre vseh članov skupine. Vsi člani so govorili verze, Harrison pa je všečne verze zapisal. Verz »Oh, the sweet smell of success« naj bi pripadal Pettyju.
- Dylan (Special Rider Music) je napisal besedila skladb »Dirty World«, »Congratulations«, »Tweeter and the Monkey Man« in drugo bonus skladbo »Like a Ship«.
- Petty (Gone Gator Music) je napisal besedila skladb »Last Night« (s prispevki vseh članov skupine) in »Margarita«.
- Lynne (Shard End Music) je naveden kot tekstopisec skladb »Rattled« in »Not Alone Any More«.

Pri albumu Traveling Wilburys Vol. 3 so kot avtorji besedil napisani vsi člani skupine.

## Izdaja
Volume 1, ki je izšel 18. oktobra 1988, je postal presenečenje leta, v šestih mesecih sta bila v ZDA prodana dva milijona izvodov albuma. V ZDA je album dosegel 3. mesto, v Združenem kraljestvu pa 16. mesto lestvice. Album je v ZDA postal 3x platinast. Medtem ko so imeli albumi Harrisona in Pettyja konstantne uspehe, albumi Dylana, Orbisona in Lynneja se že nekaj let niso povzpeli tako visoko kot Volume 1. V tistem času ni noben Dylanov album dosegel dva milijona prodanih izvodov. Eden izmed kritikov je dejal, da je Volume 1 »eden izmed najboljših komercialnih potez desetletja«. Single »Handle With Care« je dosegel 21. mesto britanske lestvice, v Avstraliji 3. mesto, na Novi Zelandiji pa 4. mesto lestvice. Na lestvici Billboard Hot 100 je dosegel 45. mesto.
Med letoma 1989 in 1990 je album osvojil številne nagrade, med njimi grammyja za najboljšo vokalno rock izvedbo dueta ali skupine. Album je bil nominiran tudi za grammyja za album leta.
Harrison, kot primarni lastnik pravic, pred svojo smrtjo ni ponovno izdal albumov. Junija 2007 sta albuma izšla kot The Traveling Wilburys Collection, box set, ki je vseboval oba albuma na zgoščenkah in DVD z dokumentarnim filmom in videospoti. Box set je dosegel 1. mesto britanske lestvice in 9. mesto lestvice Billboard 200.

## Seznam skladb
Vse skladbe so delo skupine Traveling Wilburys.
| Št. | Naslov                                               | Glavni vokal                             | Dolžina |
| --- | ---------------------------------------------------- | ---------------------------------------- | ------- |
| 1.  | „Handle with Care‟                                   | George Harrison (Bridge: Roy Orbison)    | 3:20    |
| 2.  | „Dirty World‟                                        | Bob Dylan                                | 3:30    |
| 3.  | „Rattled‟                                            | Jeff Lynne                               | 3:00    |
| 4.  | „Last Night‟                                         | Tom Petty (Bridge: Roy Orbison)          | 3:48    |
| 5.  | „Not Alone Any More‟                                 | Roy Orbison                              | 3:24    |
| 6.  | „Congratulations‟                                    | Bob Dylan                                | 3:30    |
| 7.  | „Heading for the Light‟                              | George Harrison (Bridge: Jeff Lynne)     | 3:37    |
| 8.  | „Margarita‟                                          | Bob Dylan/Tom Petty (Bridge: Jeff Lynne) | 3:15    |
| 9.  | „Tweeter and the Monkey Man‟                         | Bob Dylan                                | 5:30    |
| 10. | „End of the Line‟                                    | vsi (Bridge: Tom Petty)                  | 3:30    |
| 11. | „Maxine‟ (bonus skladba na ponovni izdaji 2007)      | George Harrison                          | 2:49    |
| 12. | „Like a Ship‟ (bonus skladba na ponovni izdaji 2007) | Bob Dylan                                | 3:31    |

## Osebje

### Traveling Wilburys
- Nelson Wilbury (George Harrison) – vokali, električne in akustične kitare, slide kitara, spremljevalni vokali
- Otis Wilbury (Jeff Lynne) – vokali, električne in akustične kitare, klaviature, spremljevalni vokali
- Charlie T. Wilbury Jr (Tom Petty) – vokali, bas, akustična kitara, spremljevalni vokali
- Lefty Wilbury (Roy Orbison) – vokali, akustična kitara, orglice pri »Handle With Care«, spremljevalni vokali (razen pri »Tweeter and the Monkey Man«)
- Lucky Wilbury (Bob Dylan) – vokali, akustične kitare, orglice, spremljevalni vokali

### Dodatno osebje
- Buster Sidebury (Jim Keltner) – bobni
- Jim Horn – saksofoni
- Steven Gwyther Jones – saksofon pri »Heading for the Light«
- Ray Cooper – tolkala
- Ian Wallace – tom-tom pri »Handle with Care«
- Michael Palin – notranje opombe

## Produkcija
- Producenta: Otis in Nelson Wilbury (Jeff Lynne in George Harrison)
- Inženirji: Bill Bottrell, Richard Dodd, Phil McDonald, Don Smith

## Certifikati
| Regija                    | Certifikat   | Prodaja   |
| ------------------------- | ------------ | --------- |
| Kanada (Music Canada)     | 6x platinast | 600,000   |
| Nemčija (BVMI)            | Zlat         | 250,000   |
| Švedska (GLF)             | Zlat         | 50,000    |
| Švica (IFPI)              | Zlat         | 25,000    |
| Združeno kraljestvo (BPI) | Platinast    | 300,000   |
| ZDA (RIAA)                | 3x platinast | 3,000,000 |

## Lestvice
| Lestvica (1988–89)                | Mesto |
| --------------------------------- | ----- |
| ARIA Charts                       | 1     |
| Austrian Albums Chart             | 3     |
| Canadian RPM Albums Chart         | 3     |
| Megacharts                        | 33    |
| German Media Control Albums Chart | 10    |
| Japanese Oricon Albums Chart      | 46    |
| RIANZ                             | 2     |
| VG-lista                          | 2     |
| Swedish Albums Chart              | 2     |
| Swiss Albums Chart                | 6     |
| UK Albums Chart                   | 16    |
| Billboard 200                     | 3     |

| Lestvica (1988)    | Mesto |
| ------------------ | ----- |
| Dutch Albums Chart | 99    |
| UK Albums Chart    | 78    |

| Lestvica (1989)         | Mesto |
| ----------------------- | ----- |
| Australian Albums Chart | 1     |
| Austrian Albums Chart   | 25    |
| Canadian Albums Chart   | 3     |
| Swiss Albums Chart      | 20    |
| UK Albums Chart         | 99    |
| U.S. Billboard 200      | 8     |

| Lestvica (80.)          | Mesto |
| ----------------------- | ----- |
| Australian Albums Chart | 40    |